# Stuurknuppel
Een stuurknuppel (Engels : stick) is het bedieningsinstrument waarmee een vliegtuig wordt bestuurd.
In zijn oorspronkelijke vorm bestaat de stuurknuppel uit een verticale pook, meestal opgesteld tussen de benen van de piloot. In moderne lijntoestellen en sportvliegtuigen met mechanische of hydraulische besturing is meestal geen stuurknuppel gemonteerd, maar een yoke, een stuurwiel dat in verschillende vormen uitgevoerd kan zijn.
Bij elektronische besturing, hetgeen meestal het geval is bij moderne gevechtsvliegtuigen, maar ook bij moderne lijntoestellen zoals de Airbus, wordt een sidestick gebruikt, die zich onder de rechter- of linkerhand van de piloot bevindt, dus niet in het midden.
Bijna alle vliegtuigen hebben dubbele besturing.
De twee stuurknuppels of yokes zijn meestal met elkaar verbonden en bewegen gelijktijdig (behalve in vliegtuigen uitgerust met een side stick).

## Besturing van een vliegtuig
(uitgangspunt = horizontale vlucht)

De bediening van het vliegtuig door middel van de stuurknuppel en het richtingsroer

Door de knuppel naar links of naar rechts te bewegen, kan de piloot (door middel van de rolroeren) het vliegtuig een overeenkomstige beweging laten maken, men laat het vliegtuig rollen. De yoke wordt naar links of rechts gedraaid, met een maximale uitslag van ongeveer 90 graden.
Door de stuurknuppel of yoke naar voren te duwen kan de piloot het vliegtuig laten stampen door middel van het hoogteroer. De verandering van de stand van het hoogteroer zorgt ervoor dat de neusstand zal verkleinen, en het vliegtuig zal gaan dalen. Door de stuurknuppel naar achteren te trekken wordt de neusstand vergroot, en zal het vliegtuig gaan stijgen (in feite verander je door het veranderen van de neusstand de invalshoek van de vleugel, en dat heeft gevolgen voor de hoeveelheid lift die de vleugel levert).
Via de stuurknuppel kan de piloot ook worden gewaarschuwd voor een dreigende overtrek van het vliegtuig. Een apparaat genaamd stick shaker zal dan de stuurknuppel heftig doen trillen. Het is voor de piloot vrijwel onmogelijk dit signaal te negeren (dit in tegenstelling tot een visueel of hoorbaar alarm). Een stickshaker is echter niet op elk vliegtuig geïnstalleerd.
Het richtingsroer wordt niet bediend door de stuurknuppel, maar door pedalen (Engels: rudder pedals). Het richtingsroer wordt gebruikt om het vliegtuig te laten gieren.

## Computerspellen
De stuurknuppel die wordt gebruikt bij computerspellen wordt meestal spelpook of joystick genoemd.

## Galerij

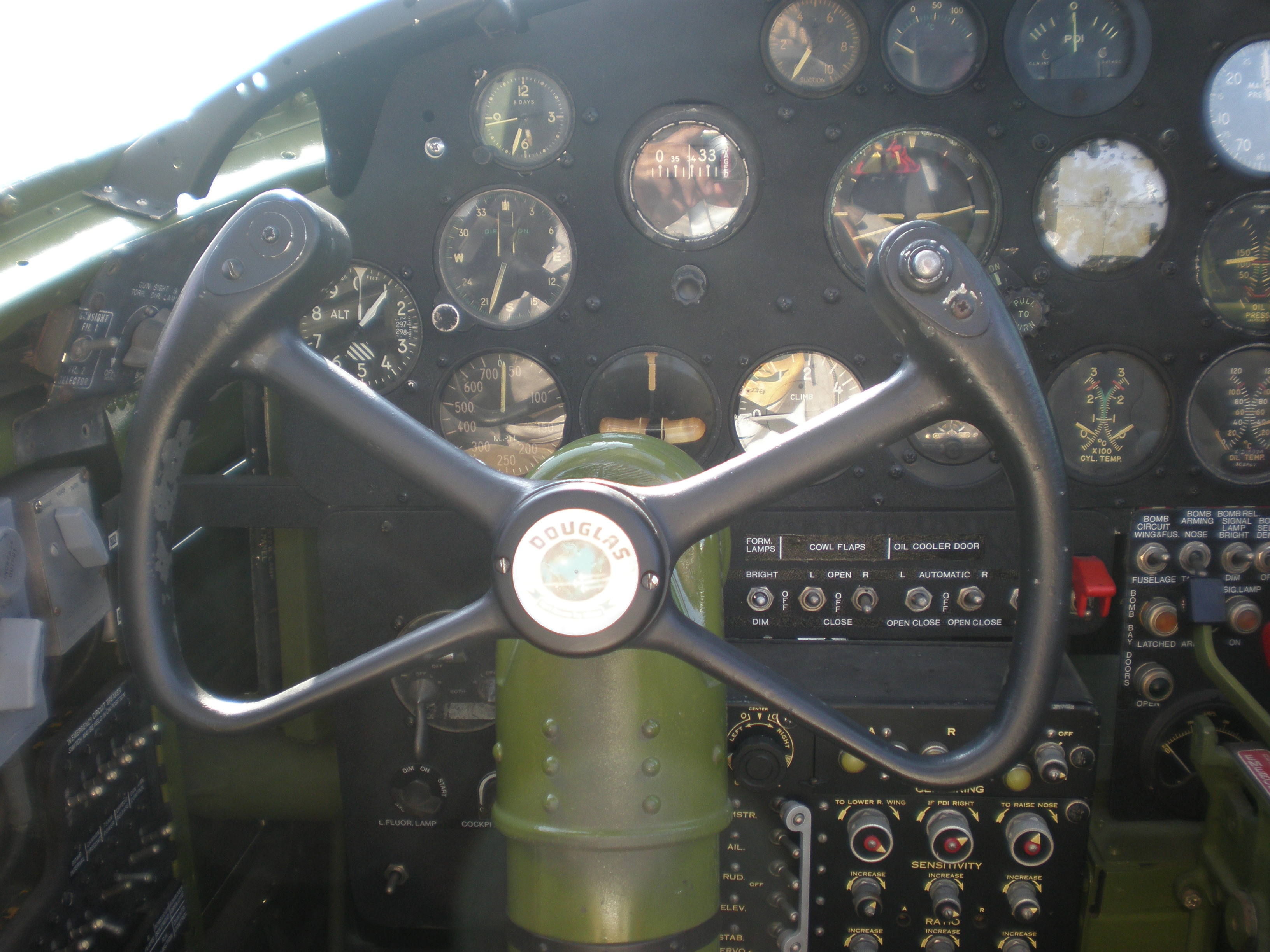
een ouderwetse yoke
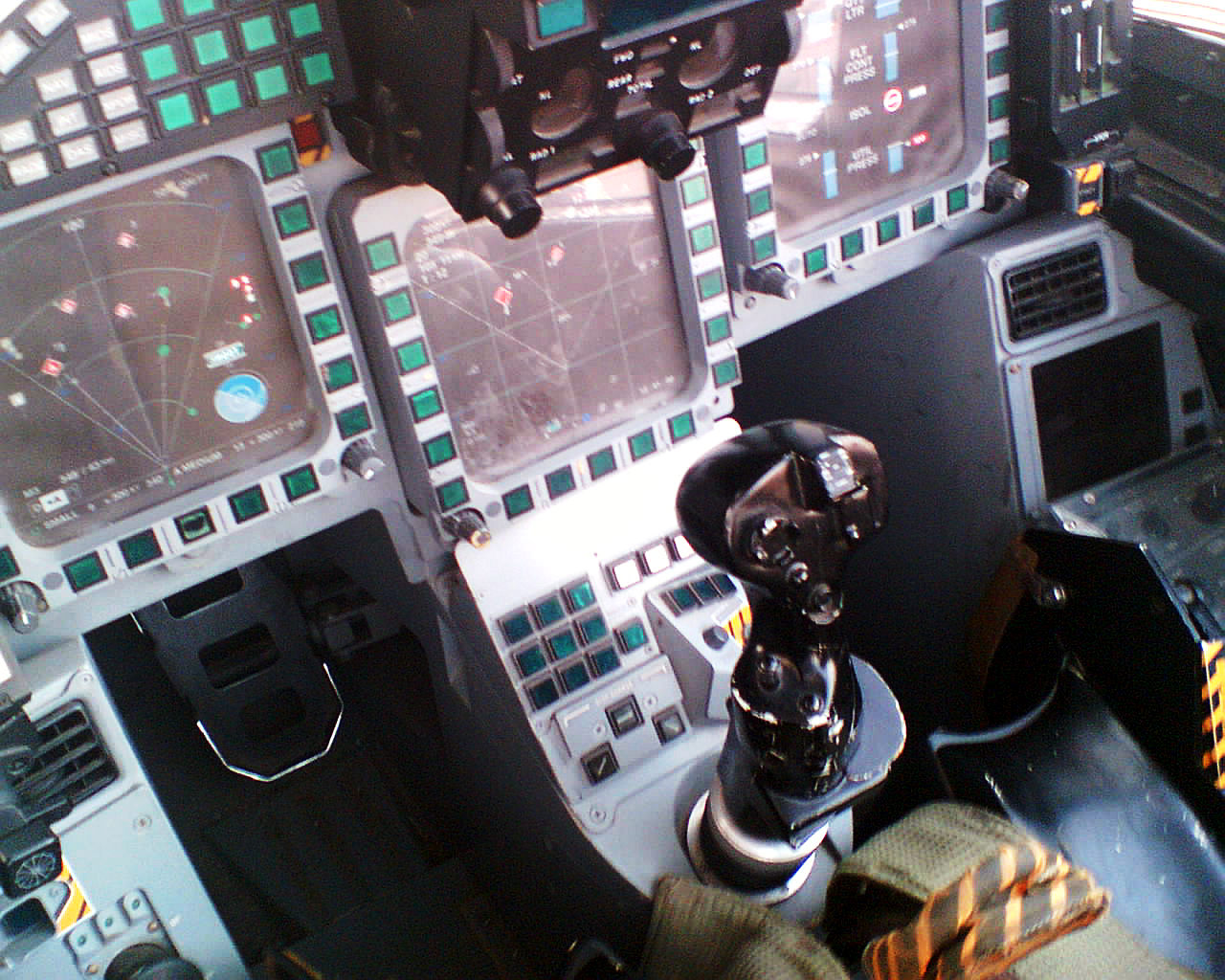
stuurknuppel in een jachtvliegtuig (de Eurofighter)
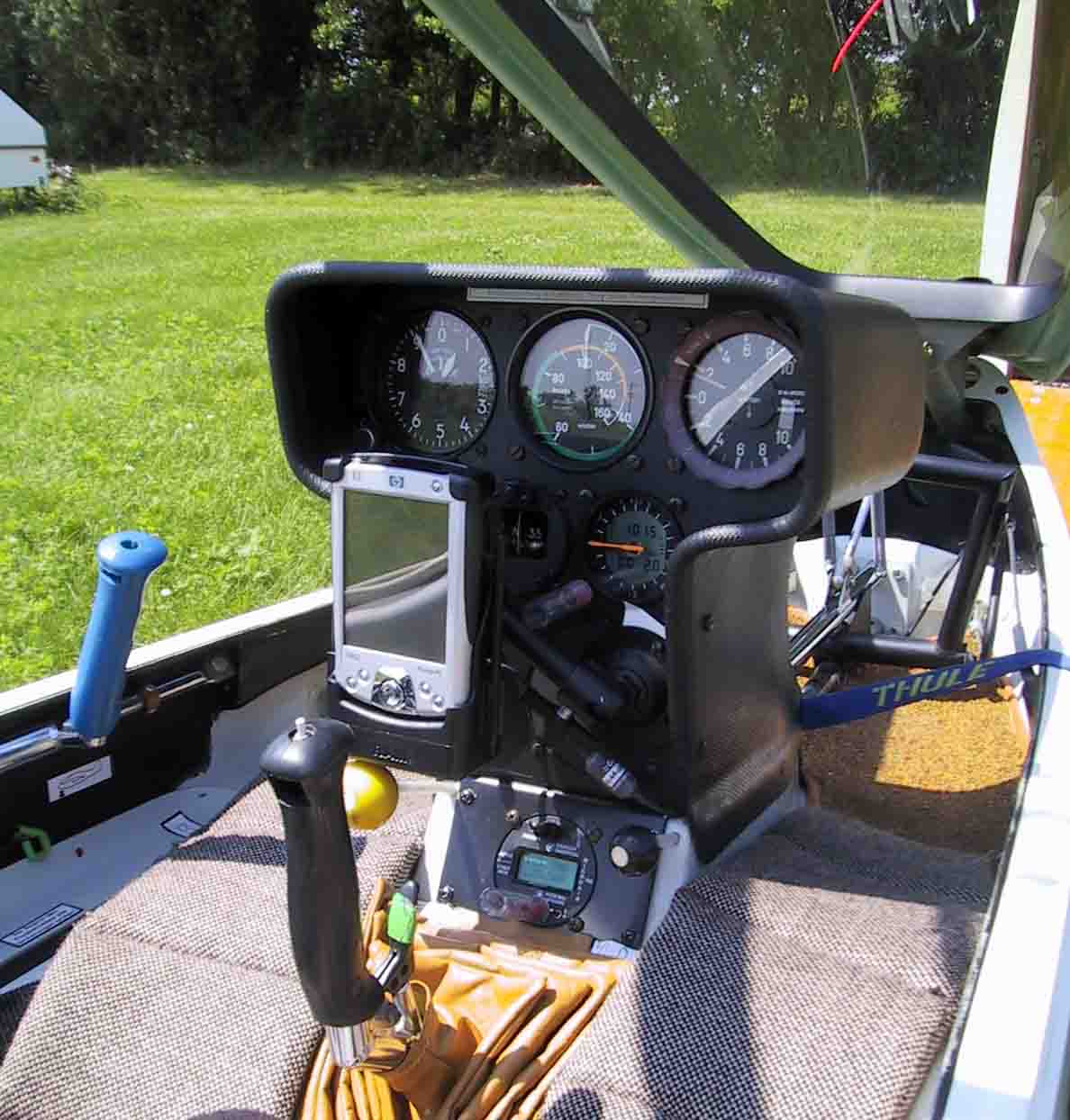
stuurknuppel in een zweefvliegtuig
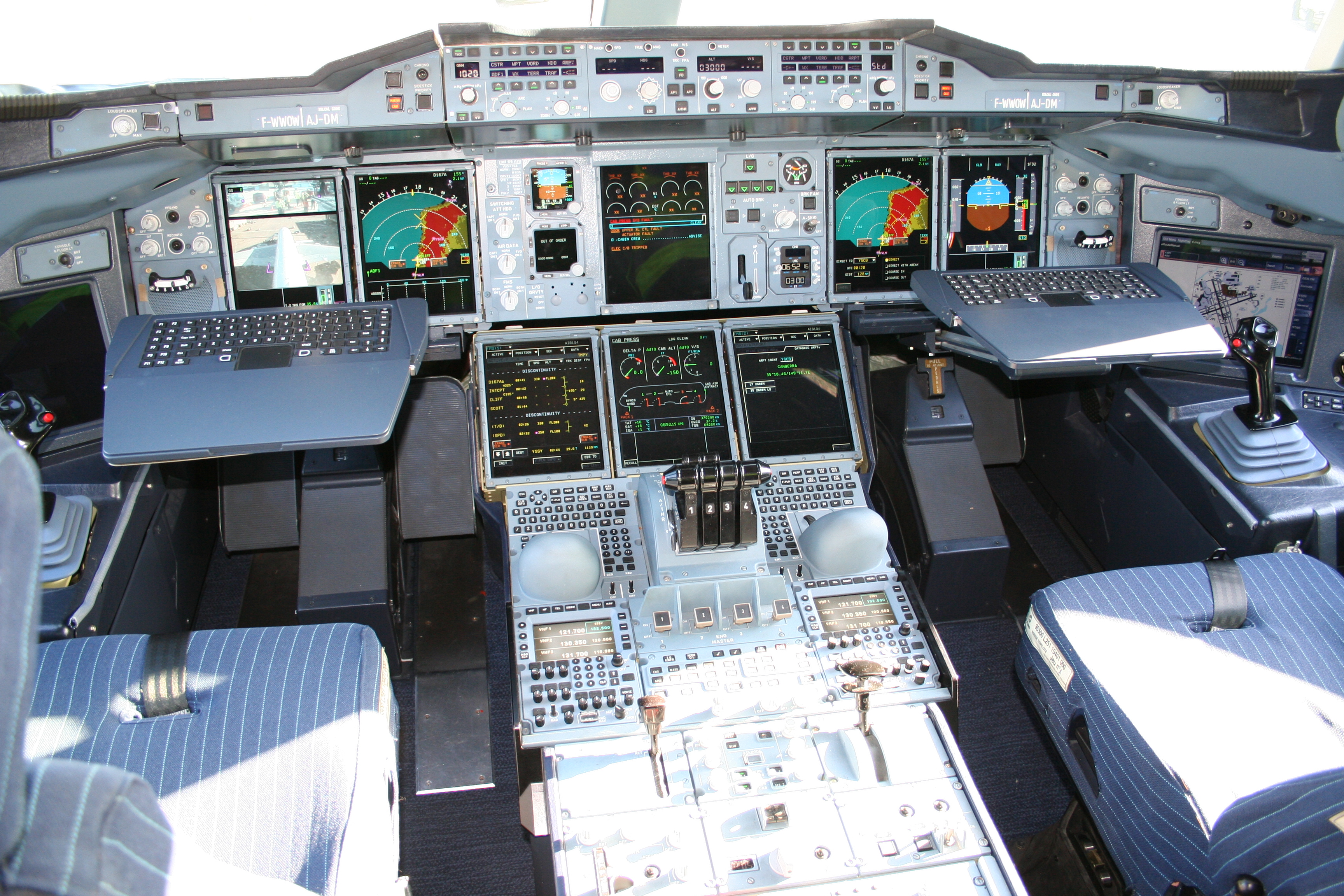
Cockpit van een Airbus A380 met links en rechts de sidestick